# 第1次マニュエル・ヴァルス内閣
第1次マニュエル・ヴァルス内閣（だい1じマニュエル・ヴァルスないかく、フランス語: Premier Gouvernement Manuel Valls）は、マニュエル・ヴァルスが首相に任命され、2014年3月31日に成立し同年8月26日まで続いたフランスの内閣である。

## 概要
フランス第五共和政下における37代目の内閣であり、フランソワ・オランド大統領政権下における3番目の内閣である。
2014年統一地方選挙における与党左派勢力の大敗を受け、2014年3月31日午後、第2次エロー内閣は総辞職した。同日夜、オランド大統領はエリゼ宮殿においてテレビ演説を行い、マニュエル・ヴァルス前内相を新首相に任命することを発表した。辞令は翌日の官報に掲載された。
4月2日午前、大統領デクレによってその他の大臣が任命され、同日11時25分（パリ時間）に新内閣の閣僚名簿が発表された。続いて午後には新旧大臣の間で権限の移譲が行われた。担当大臣の名簿は4月9日16時50分に発表された。

### ヨーロッパ・エコロジー・緑の党の政権離脱
2014年4月1日、ヴァルス首相はヨーロッパ・エコロジー・緑の党（EELV）の代表団と会談し、エネルギー転換を継続するとともに、社会正義と地方分権を志向する政策を実施する意志を明らかにした。この会談を受けて、EELV執行部は、とりわけ環境、エネルギー、住宅および運輸を所管する重要ポストを提示されたにもかかわらず、賛成7、反対3、棄権5で、ヴァルス政権に参加することを拒絶した。この決定は、ジャン＝ヴァンサン・プラセ上院議員やバルバラ・ポンピリ、フランソワ・ド・ルジー両下院議員といった多数のEELV所属議員から批判されている一方で、前内閣の閣僚であったパスカル・カンファン、セシル・デュフロからは支持されている。エマニュエル・コスEELV全国書記によると、この決定におけるデュフロの影響力は「彼女の政治的権威と実績に比肩するものであった。ALUR（住宅および革新的都市計画に対するアクセス）法を成立させた大臣が語った新政権に参加したくない理由は、取るに足りないものではなかった。彼女はこの決定に影響を及ぼした」という。

### 所信表明演説
2014年4月8日、ヴァルス首相は憲法49条1項に基づき所信表明演説を行った。演説後に下院では首相の信任投票が行われ、賛成306、反対239、棄権26でヴァルス首相は下院の信任を受けた。

## 構成
ヴァルス内閣は首相を含む17人の大臣（ministre）と14人の担当大臣（secrétaire d'État）により構成されており、首相を除くと、大臣は男性8人、女性8人、担当大臣は男性7人、女性7人のそれぞれ同数からなる。前内閣からは9人の大臣が再任され（うち4人は権限が拡大された）、5人は補職が変更された。一方、先の統一地方選挙におけるヴァランティニー市議選で落選したピエール・モスコヴィシ前経済・財務相は政権を追われることとなった。新たに入閣した大臣は、セゴレーヌ・ロワイヤル・エコロジー・持続可能開発・エネルギー相（以前に閣僚経験あり）とフランソワ・レブサメン労働・雇用・労使対話相（当時上院社会党会派会長、初入閣）の2人である。
ヴァルス内閣は「闘う内閣」と称され、内閣を構成する大臣の人数が削減されている。
また、ヴァルス首相はスペイン生まれであり、ヴァルス内閣は帰化フランス人が首相を務める第五共和政初の内閣である。

### 政治的構成

#### 所属政党
ヴァルス内閣は社会党員あるいは社会党に近い人物を中心に構成されている。
- 社会党所属：ヴァルス首相、大臣14人、担当大臣12人
- 左翼急進党所属：大臣2人、担当大臣2人

#### 公職歴
- 国会・欧州議会議員関連
  - 下院議員：ヴァルス首相、大臣10人（ファビウス、アモン、サパン、トゥーレーヌ、カズヌーヴ、ルブランシュ、フィリペティ、ル・フォル、ピネル、ポー＝ランジュヴァン）、担当大臣10人（ル・グエン、ジラルダン、キュヴィリエ、フィオラゾ、エケルト、フールネロン、ルメール、アリフ、ヌヴィル、ブライヤール）
  - 上院議員：大臣1人（レブサメン）、担当大臣2人（ヴァリニ、ロシニョル）
  - 欧州議会議員：担当大臣1人（デジール）
- 地方議員関連
  - 現職地域圏議会議員：大臣6人（ロワイヤル、アモン、トビラ、ル・ドリアン、ルブランシュ、ピネル）、担当大臣1人（ロシニョル）
  - 現職県議会議員：大臣4人（モントブール、トゥーレーヌ、ヴァロー＝ベルカセム、フィリペティ）、担当大臣3人（ル・グエン、ヴァリニ、ヌヴィル）
  - 現職市町村議会議員：ヴァルス首相、大臣5人（アモン、サパン、レブサメン、フィリペティ、ル・フォル）、担当大臣5人（ル・グエン、キュヴィリエ、エケルト、フールネロン、ブライヤール）
  - 現職海外県・海外領土議会議員：担当大臣1人（ジラルダン）
  - 地域圏議会議長経験者：大臣2人（ロワイヤル、ル・ドリアン）
  - 地域圏議会副議長経験者：担当大臣1人（ロシニョル）
  - 県議会議長経験者：大臣2人（モントブール、トゥーレーヌ）、担当大臣1人（ヴァリニ）
  - EPCI議長経験者：ヴァルス首相、大臣3人（ファビウス、サパン、レブサメン）、担当大臣1人（キュヴィリエ）
  - EPCI副議長経験者：大臣1人（ル・フォル）、担当大臣4人（フィオラゾ、エケルト、フールネロン、アリフ）
  - 市町村長経験者：ヴァルス首相、大臣3人（サパン、レブサメン、カズヌーヴ）、担当大臣3人（キュヴィリエ、エケルト、フールネロン）
  - 副市町村長経験者：大臣2人（ファビウス、ヴァロー＝ベルカセム）、担当大臣2人（フィオラゾ、ブライヤール）
  - 国会議員でない地方議員：大臣5人（ロワイヤル、トビラ、モントブール、ル・ドリアン、ヴァロー＝ベルカセム）
  - 地方議員でない者：大臣2人（カズヌーヴ、ポー＝ランジュヴァン）、担当大臣5人（デジール、ペルラン、フィオラゾ、ルメール、アリフ）
- 公職歴のない者：担当大臣1人（ペルラン）

#### 学歴
- 国立行政学院卒業生：大臣3人、担当大臣1人

### 年齢構成
いずれも組閣時点。
- 平均年齢: 54歳[12]
- 最年少：ナジャット・ヴァロー＝ベルカセム（36歳）
- 最年長：ローラン・ファビウス（67歳）
- 39歳以下：2人
- 40歳以上49歳以下：2人
- 50歳以上59歳以下：5人
- 60歳以上：8人

## 閣僚
- 職名の日本語表記は在日フランス大使館の訳[13]による。
- 首相は2014年3月31日[2]、大臣は同年4月2日[3]、担当大臣は同年4月9日[6]任命。

| 所属政党: 社会党 左翼急進党 |

### 首相
| 職名 | 氏名 | 氏名                              | 所属政党 | 所属政党 |
| ---- | ---- | --------------------------------- | -------- | -------- |
| 首相 |      | マニュエル・ヴァルス Manuel Valls |          | 社会党   |

### 大臣
| 職名                                     | 氏名 | 氏名                                                    | 所属政党 | 所属政党                    |
| ---------------------------------------- | ---- | ------------------------------------------------------- | -------- | --------------------------- |
| 外務・国際開発大臣                       |      | ローラン・ファビウス Laurent Fabius                     |          | 社会党                      |
| エコロジー・持続可能開発・エネルギー大臣 |      | セゴレーヌ・ロワイヤル Ségolène Royal                   |          | 社会党                      |
| 国民教育・高等教育・研究大臣             |      | ブノワ・アモン Benoît Hamon                             |          | 社会党                      |
| 国璽尚書 司法大臣                        |      | クリスチャーヌ・トビラ Christiane Taubira               |          | ワルワリ (左翼急進党と連携) |
| 財務・公会計大臣                         |      | ミシェル・サパン Michel Sapin                           |          | 社会党                      |
| 経済・生産再建・デジタル大臣             |      | アルノー・モントブール Arnaud Montebourg                |          | 社会党                      |
| 厚生大臣                                 |      | マリソル・トゥーレーヌ Marisol Touraine                 |          | 社会党                      |
| 労働・雇用・労使対話大臣                 |      | フランソワ・レブサメン François Rebsamen                |          | 社会党                      |
| 国防大臣                                 |      | ジャン＝イヴ・ル・ドリアン Jean-Yves Le Drian           |          | 社会党                      |
| 内務大臣                                 |      | ベルナール・カズヌーヴ Bernard Cazeneuve                |          | 社会党                      |
| 女性権利・都市・青少年・スポーツ大臣     |      | ナジャット・ヴァロー＝ベルカセム Najat Vallaud-Belkacem |          | 社会党                      |
| 地方分権・国家改革・公務員大臣           |      | マリリーズ・ルブランシュ Marylise Lebranchu             |          | 社会党                      |
| 文化・通信大臣                           |      | オレリー・フィリペティ Aurélie Filippetti               |          | 社会党                      |
| 農業・農産物加工業・林業大臣 政府報道官  |      | ステファヌ・ル・フォル Stéphane Le Foll                 |          | 社会党                      |
| 住宅・地域間平等大臣                     |      | シルヴィア・ピネル Sylvia Pinel                         |          | 左翼急進党                  |
| 海外県・海外領土大臣                     |      | ジョルジュ・ポー＝ランジュヴァン George Pau-Langevin    |          | 社会党                      |

### 担当大臣
| 職名                                                                      | 氏名 | 氏名                                           | 所属政党 | 所属政党   |
| ------------------------------------------------------------------------- | ---- | ---------------------------------------------- | -------- | ---------- |
| 首相付 国会関係担当大臣                                                   |      | ジャン＝マリー・ル・グエン Jean-Marie Le Guen  |          | 社会党     |
| 外務・国際開発大臣付 ヨーロッパ問題担当大臣                               |      | アルレム・デジール Harlem Désir                |          | 社会党     |
| 外務・国際開発大臣付 貿易・観光振興・在外フランス人担当大臣               |      | フルール・ペルラン Fleur Pellerin              |          | 社会党     |
| 外務・国際開発大臣付 開発・フランコフォニー担当大臣                       |      | アニック・ジラルダン Annick Girardin           |          | 左翼急進党 |
| エコロジー・持続可能開発・エネルギー大臣付 運輸・海洋・漁業担当大臣       |      | フレデリック・キュヴィリエ Frédéric Cuvillier  |          | 社会党     |
| 国民教育・高等教育・研究大臣付 高等教育・研究担当大臣                     |      | ジュヌヴィエーヴ・フィオラゾ Geneviève Fioraso |          | 社会党     |
| 財務・公会計大臣付 予算担当大臣                                           |      | クリスチャン・エケルト Christian Eckert        |          | 社会党     |
| 経済・生産再建・デジタル大臣付 商業・手工業・消費・社会的連帯経済担当大臣 |      | ヴァレリー・フールネロン Valérie Fourneyron    |          | 社会党     |
| 経済・生産再建・デジタル大臣付 デジタル担当大臣                           |      | アクセル・ルメール Axelle Lemaire              |          | 社会党     |
| 国防大臣付 退役軍人・記念担当大臣                                         |      | カデル・アリフ Kader Arif                      |          | 社会党     |
| 地方分権・国家改革・公務員大臣付 地方改革担当大臣                         |      | アンドレ・ヴァリニ André Vallini               |          | 社会党     |
| 厚生大臣付 家族・高齢者・自立支援担当大臣                                 |      | ローランス・ロシニョル Laurence Rossignol      |          | 社会党     |
| 厚生大臣付 障害者・疎外防止対策担当大臣                                   |      | セゴレーヌ・ヌヴィル Ségolène Neuville         |          | 社会党     |
| 女性権利・都市・青少年・スポーツ大臣付 スポーツ担当大臣                   |      | ティエリー・ブライヤール Thierry Braillard     |          | 左翼急進党 |